# Буш, Вилли
Вильгельм Буш (нем. Wilhelm Busch; 4 января 1907 — 30 ноября 1981) — немецкий футболист, защитник. Бронзовый призёр чемпионата мира 1934 года.

## Биография

### Клубная карьера
Всю футбольную карьеру играл за «Айнтрахт» из Дуйсбурга, который в те годы носил несколько названий.

### Карьера в сборной
Дебютировал за сборную Германии 22 октября 1933 года в товарищеском матче со сборной Бельгии — Германия выиграла со счётом 8:1.
Принимал участие на чемпионате мира 1934 года, где сыграл в трёх матчах на турнире. Он выходил на поле в матчах со сборной Швеции (2:1), в полуфинале с Чехословакией (1:3) и в матче за бронзу со сборной Австрии — Германия выиграла 3:2 и завоевала медали. Всего за сборную Германии сыграл 13 матчей.

### Смерть
Скончался 30 ноября 1981 года в возрасте 74 лет.